# Khalifa City
Khalifa City es un suburbio residencial ubicado en el Emirato de Abu Dhabi en los Emiratos Árabes Unidos . Es popular entre los inquilinos.

## Subdivisiones
Khalifa City se subdividió en tres áreas: Khalifa City A, Khalifa City B y New Khalifa City. Desde entonces, han cambiado de nombre a Ciudad Khalifa, Ciudad Shakhbout y Ciudad Zayed, respectivamente. Todos estos se están desarrollando actualmente en lo que se convertirán en tres nuevos distritos importantes de Abu Dhabi.

### Ciudad de Shakhbout
La ciudad de Shakhbout está más hacia el interior y está cerca de Bani Yas y Al Shawamekh.
Anteriormente conocida como Khalifa City B.